# Красная Новь (Мордовия)
Красная Новь — посёлок в Зубово-Полянском районе Мордовии России. Входит в состав Ачадовского сельского поселения.

## География
Расположен на правом берегу реки Бель, в 1,5 км к юго-востоку от села Дубасово.

## Население
| 2002 | 2010 |
| ---- | ---- |
| 9    | ↘0   |

Национальный состав
Согласно результатам Всероссийской переписи населения 2002 года, в национальной структуре населения мордва-мокша составляли 89 %.